# 織田秀敏
織田 秀敏（おだ ひでとし）は、戦国時代の武将。尾張国の戦国大名・織田氏の一族。

## 系譜
戦国時代以前の織田氏の系譜には系図資料と歴史学上の推定に相違があり、また天童藩織田氏の系図にも秀敏の名は見られないが、『寛永諸家系図伝』及び秀敏の子孫である津田氏の系図は尾張守護代を務めた織田敏定を父としている。敏定の家は戦国時代以降清洲城に住んだが、秀敏は織田氏別家が支配していた岩倉に住んだという。孫の秀政は滝川一益、豊臣秀吉、徳川家康に属し、その子孫は美濃3000余石の旗本となった。
一方で『南溟和尚語録』に天文5年（1536年）10月28日に57歳で没した愛知郡中村の稲葉地城主で、織田信秀の叔父にあたるという織田（津田）豊後守の香語を載せるが、秀敏はこの豊後守の子であるという。秀敏には子に桶狭間の戦いで戦死したという与三郎、孫に本能寺の変で織田信忠に殉じた小藤次がおり、子孫は依然中村に住んだという。

## 生涯
秀敏は尾張に台頭した織田信秀に仕え、愛知郡の中村方三郷の知行を許されていた。信秀没後の天文21年（1552年）信秀の跡を継いだ織田信長から中村領の安堵を受けている。また同年、信長と同盟を結んでいた美濃国の斎藤道三から、動揺する織田家中の調停を依頼されており、織田一門の長老として信秀の後を継いだばかりの信長の後見人を任せられていることが窺える。
今川氏の勢力が尾張東部に伸長すると信長は牽制のために諸砦を築かせたが、秀敏は飯尾定宗・尚清父子とともに大高城を囲む鷲津砦に配置された。永禄3年（1560年）今川義元が尾張へ侵攻し、5月18日に鷲津砦が今川軍の攻撃を受けると清洲城の信長のもとへ注進し、翌日早朝に清洲城へ着到した。これらの報に接した信長はすぐさま出陣して今川義元を討ち取ったが、先だって鷲津砦は陥落している（桶狭間の戦い）。戦後は今川方より奪取された沓掛城に置かれ、三河岡崎城にあった今川方の松平元康勢としばしば戦ったが、翌永禄4年（1561年）には織田氏と松平氏は和睦した。
信仰上では臨済宗妙心寺派の僧侶で熱田竜珠寺開基の南溟紹化に帰依しており、永禄4年（1561年）快川紹喜が南溟に充てた書状中に、南溟の有力な檀越として熱田の加藤延陸とともに名が挙げられている。

## TVドラマ
- 徳川家康（1983年、NHK大河ドラマ、織田信平：加藤正之）